# (10339) 1991 RK17
A (10339) 1991 RK17 a Naprendszer kisbolygóövében található aszteroida. Henry Holt fedezte fel 1991. szeptember 11-én.

## Kapcsolódó szócikk
- Kisbolygók listája (10001–10500)